# Спрус-стрит
Спрус-стрит (англ. Spruce Street) — односторонняя улица в Нижнем Манхэттене.
Спрус-стрит проходит через Финансовый округ. Улица начинается от Парк-Роу, доходя в юго-восточном направлении до Голд-стрит, и затем продолжается в виде пешеходной улицы чуть севернее до Франкфорт-стрит, загибаясь в северо-восточном направлении.

## Этимология
Изначально улица носила название Джордж-стрит (англ. George Street), которое получила ещё в колониальные времена. В 1817 году она была переименована в Спрус-стрит (дословно: «еловая улица»), что было типично для послереволюционной годонимии:40. Более точная этимология улицы остаётся неизвестной:96.

## История
С 1798 по 1812 год в здании на Спрус-стрит проходили заседания влиятельного политического объединения Таммани-холл:1277.

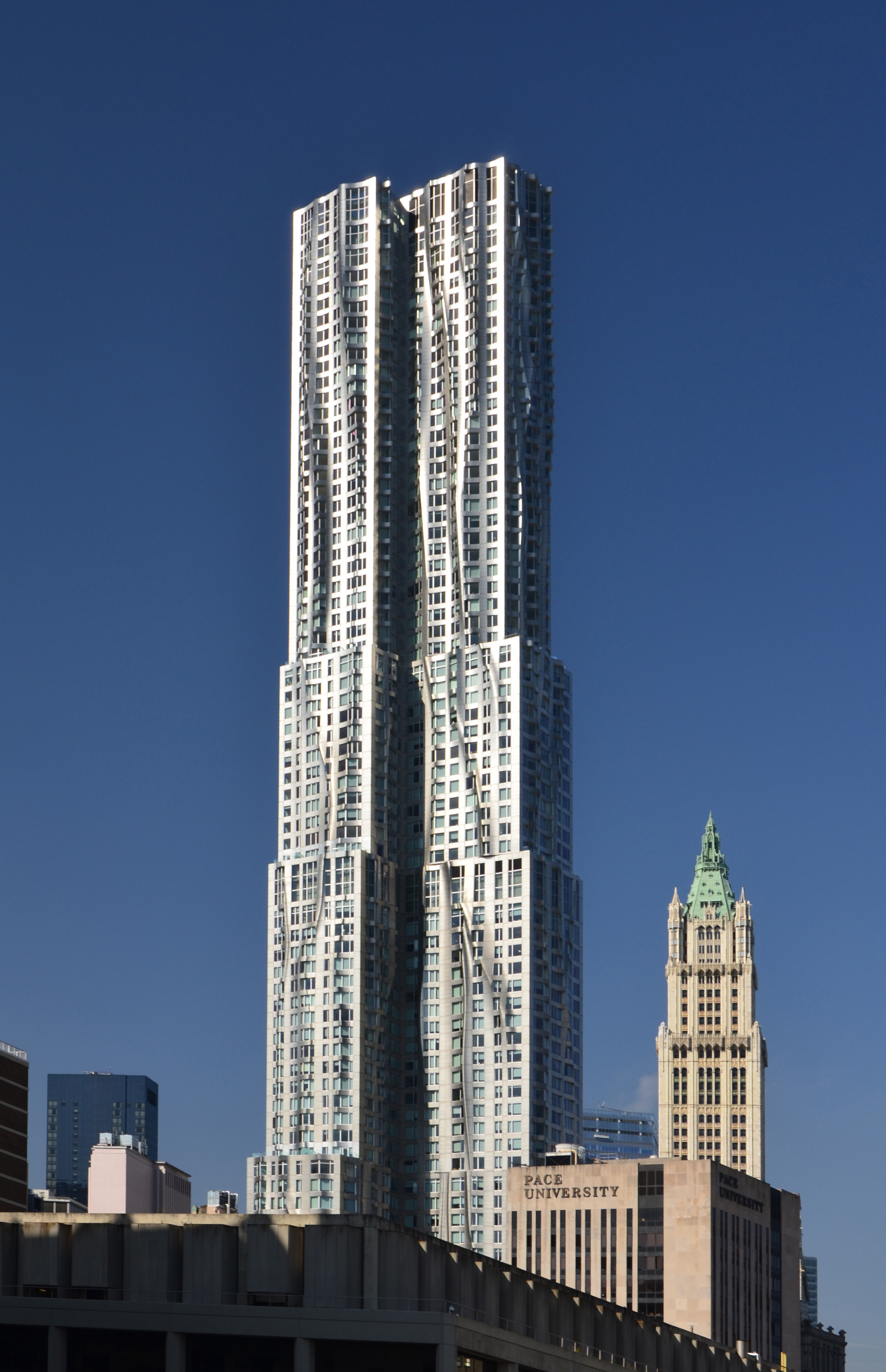
Жилой небоскрёб Спрус-стрит, 8 авторства Фрэнка Гери

Квартал у пересечения улицы с Парк-Роу некогда носил название Принтинг-Хаус-Сквер (англ. Printing House Square; дословно: «типографский сквер»). В середине XIX века здесь находились издательства крупнейших газет того времени с общим тиражом свыше 250 000. Так, на пересечении Спрус- и Нассо-стрит высился высочайший для тех лет небоскрёб Нью-Йорк-Трибьюн-билдинг в 102 метра:943. В 1966 году, однако, он был снесён. В целом, к началу XX века газетные издательства начали переезжать в северном направлении на острове, а многие и вовсе со временем закрылись. По адресу Спрус-стрит, 33 располагалась успешная в XIX веке гравюрная мастерская Currier and Ives:1038:85.
Напоминанием о бурном типографском прошлом улицы служат высотки Нью-Йорк-Таймс-билдинг и Парк-Плейс-тауэр на пересечении с Нассо-стрит:1187.
В 2006 году власти Нью-Йорка переименовали пересечение Парк-Роу и Спрус-стрит в Элизабет-Дженнингс-Плейс в честь афроамериканской активистки за гражданские права:676.

## Транспорт
Ближайшей к Спрус-стрит станцией метро является Фултон-стрит (2, 3, 4, 5, A, C, J, Z), Уолл-стрит (4, 5) и Брод-стрит (J, Z) и Чеймберс-стрит — Всемирный торговый центр / Парк-Плейс (2, 3, A, C, E, R, W).